# Иваново-Подбельское
Иваново-Подбельское — деревня в Клявлинском районе Самарской области России. Входит в состав сельского поселения Старый Маклауш.

## География
Деревня находится в северо-восточной части Самарской области, в пределах Высокого Заволжья, в лесостепной зоне, на берегах реки Шешмы, на расстоянии примерно 22 километров (по прямой) к северо-востоку от Клявлина, административного центра района. Абсолютная высота — 241 метр над уровнем моря.
Климат
Климат характеризуется как умеренно континентальный, с холодной малоснежной зимой и жарким сухим летом. Среднегодовая температура воздуха — 3,1 °С. Средняя температура воздуха самого тёплого месяца (июля) — 19,2 °C (абсолютный максимум — 37 °C); самого холодного (января) — −13,3 °C (абсолютный минимум — −46 °C). Среднегодовое количество атмосферных осадков составляет 646 мм, из которых 395 мм выпадает в период с апреля по октябрь. Снежный покров держится в течение 163 дней.
Часовой пояс
Деревня Иваново-Подбельское, как и вся Самарская область, находится в часовой зоне МСК+1. Смещение применяемого времени относительно UTC составляет +4:00.

## Население
По данным Всероссийской переписи населения 2010 года в Иваново-Подбельском проживал 1 человек.
Половой состав
В половой структуре населения мужчины составляли 100 %.
Национальный состав
Согласно результатам переписи 2002 года, в национальной структуре населения русские составляли 70 % из 100 чел.